# Noori
Noori es una banda musical pakistaní formada por los hermanos Ali Noor (voz y guitarra) y Ali Hamza (bajos). La música de Noori une la poesía tradicional de Punjab con rock. Si Junoon fue un icono del rock de Pakistán en los años 1990, Noori es el icono de la nueva generación. Su música personifica la aparición de un nuevo género de música en Asia.
El grupo lanzó su primer álbum, Suno ke mein hun jawan, en 2003, con un gran éxito en Pakistán. Tras la publicación de su segundo álbum, Peeli Patti Aur Raja Jani Ki Gol Dunya, en septiembre de 2005, se dedicaron a la gira Peeli Patti, con conciertos en Lahore, Islamabad y Karachi.
En 2005, Muhammad Ali Jafri, que tocaba el bajo en Noori, dejó la banda y comenzó su propio negocio. El tambor del grupo, John Louis Pinto, conocido como "Gumby", se separó también en 2006.
- Datos: Q3773650
- Multimedia: Noori / Q3773650